# Morrow (Géorgie)
Morrow est une ville américaine située dans le Clayton dans l’État de Géorgie.

## Démographie
| 1950 | 1960 | 1970  | 1980  | 1990  | 2000  |
| ---- | ---- | ----- | ----- | ----- | ----- |
| 326  | 580  | 3 708 | 3 791 | 5 168 | 4 882 |

| 2010  | - | - | - | - | - |
| ----- | - | - | - | - | - |
| 6 445 | - | - | - | - | - |

## Traduction
- (en) Cet article est partiellement ou en totalité issu de l’article de Wikipédia en anglais intitulé « Morrow, Georgia » (voir la liste des auteurs).